# Mailand–Sanremo 1949
Mailand–Sanremo 1949 war die 40. Austragung von Mailand–Sanremo, einem Eintagesrennen im Berufsradsport. Es wurde am 19. März 1949 über eine Distanz von 290 km ausgetragen. Das Rennen gehörte zur Rennserie Challenge Desgrange-Colombo. Sieger des Radrennens wurde der Favorit Fausto Coppi, der als Solist das Ziel erreichte und seinen dritten Erfolg in diesem klassischen Eintagesrennen feiern konnte.

## Rennverlauf
202 Fahrer standen bei warmen Temperaturen am Start des traditionsreichen Rennens. Bis zum Anstieg am Passo del Turchino bildeten Guido De Santi und Georges Claes aus Belgien eine Spitzengruppe. Auf dem Gipfel des Anstieges betrug ihr Vorsprung etwas mehr als zwei Minuten vor dem Hauptfeld. Nach 175 Kilometern waren beide eingeholt. Am Anstieg zum Capo Berta griff Coppi an und überholte Edouard Fachleitner, der noch einen geringen Vorsprung herausgefahren hatte. Coppi kam als Solist ins Ziel auf die Via Roma, auf der zum ersten Mal das Zielband flatterte.

## Ergebnis
| Rang | Fahrer              | Team                | Zeit          |
| ---- | ------------------- | ------------------- | ------------- |
| 1    | Fausto Coppi        | Bianchi-Ursus       | 7:22:25 h     |
| 2    | Vito Ortelli        | Atala               | +4:17 Minuten |
| 3    | Fiorenzo Magni      | Wilier-Trietina     | +4:17 Minuten |
| 4    | Italo De Zan        | Atala               | +4:17 Minuten |
| 5    | Vincenzo Rossello   | Legnano             | +4:17 Minuten |
| 6    | Edouard Fachleitner | France Sport-Dunlop | +4:17 Minuten |